# Taarbæk
Taarbæk eller Tårbæk er en bydel til Storkøbenhavn beliggende i Lyngby-Taarbæk Kommune, beliggende ved Øresund. Hele kommunen har 58.538 indbyggere  (2024), mens Taarbæk-bydelen udgør et 1,15 km langt og godt 230 meter bredt areal mellem Dyrehaven og Sundet.

## Etymologi
Tårbæk er nævnt første gang i 1613 som Thorbech. Navnet menes at betyde "den snavsede bæk".

## Historie
Som fiskerleje markerede Taarbæk sig i begyndelsen af 1600-tallet hovedsageligt gennem sit fiskeri og håndværk. I 1682 havde lejet 1 gård, 3 huse med jord og 8 huse uden jord. Et "skolehus" nævnes første gang i 1720.
Tårbæk havde 170 indbyggere i 1787, 213 i 1801, 384 i 1834, 432 i 1840, 540 i 1845, 503 i 1850, 508 i 1855, 612 i 1860, 709 i 1870, 868 i 1880, 778 i 1890, 1.031 i 1901, 993 i 1906, 1.224 i 1911 og 1.864 i 1916. I 1787 boede der 35 familier, hvoraf de 21 levede af fiskeri. I 1870 var antallet vokset til 144 husstande, hvoraf 54 levede af fiskeri.
I 1863 anlagdes jernbanen til Klampenborg, og i 1864 fik Tårbæk sin egen kirke.
Tårbæk havn blev bygget i flere omgange i tidsrummet 1864-1888, men er ikke ændret nævneværdigt siden. Byggeriet blev bekostet af C.F. Tietgen, som ejede et landsted i byen. På daværende tidspunkt fandtes kun to moler. Tilladelse til byggeriet blev givet den 7. juni 1864 af Lyngby Sogneråd og senere fremsendt til Indenrigsministeriet den 22. august samme år med anmodning om tilladelse til byggeriet. Havnen blev ombygget i 1886-1888 og begge bassiner blev uddybede, ligesom havnepladsen blev gjort større.
I midten af det 19. århundrede blev fiskerlejet Taarbæk en kurby, hvorefter landsbyens udvikling tog fart. Bydelen, som er en blanding af stråtækte huse, murermestervillaer og 3 etagers-beboelsesejendomme, gennemløbes af Taarbæk Strandvej.
To englændere skænkede i 1821 byen sin egen skole (kombineret med bedehus). Skolen blev forhøjet til to etager i 1882, og i 1908 opførtes en helt ny skole. Taarbæk Kirke blev indviet i 1864 som skovkapel, da man mente det var blevet økonomisk realiserbart at anlægge kirken med hjælp fra områdets sommergæster (bl.a. fra hovedstaden) med hus og villaejere. Dette fandt sted som en del af Kongens Lyngby Sogn, da Taarbæk Sogn først blev selvstændigt i 1907.
Omkring århundredeskiftet var Taarbæk (Gammel- og Ny Taarbæk) endnu at regne som et "Fiskerleje med Kapel, Skole, Asyl (opr. 1880), Apotek, Hotel, Baadehavn med Havnefyr og Anløbssted for Sunddamperne (1894: 48 Fiskere, der ejede 29 Dæksbaade og 36 mindre Fartøjer og fiskede for en Værdi af 26,351 Kr., for aller største Delen Sild) og mange Landsteder."
Efterhånden fik byen også handlende og håndværkere. Ifølge Kongeriget Danmarks Handelskalender fra 1883/84 fandtes der allerede 7 købmænd, og i 1910 opgjorde Lyngby-Taarbæk Kommunes Vejviser 8 købmænd, 4 bagere, 1 slagter og 1 manufakturhandler.
Kommunalbestyrelsen besluttede i 1908 at ændre kommunenavnet til Lyngby-Taarbæk efter taarbækkerne forinden flere gange havde barslet med at danne deres egen kommune grundet utilfredshed med forholdene i Lyngby Kommune. Navneskiftet afstedkom ligeledes en tilføjelse til kommunens våbenskjold, således at det herefter, udover et rødt skjold med symboler for Mølleåen og Kongens Lyngby, også udgjordes af et blåt skjold med symbolik for fiskeriet i Taarbæk.
I 1911 havde Taarbæk 960 indbyggere, heraf ernærede 84 sig ved landbrug, 156 ved fiskeri, 227 ved håndværk og industri, 179 ved handel og 83 ved transport.
Tårbæk fortsatte befolkningsudviklingen i mellemkrigstiden: 1.825 indbyggere i 1921, 1.929 i 1925, 1.969 i 1930, 2.100 i 1935, 2.316 i 1940. Befolkningsudviklingen kulminerede i efterkrigstiden: 2.525 indbyggere i 1945, 2.855 i 1950, 2.824 i 1955, 2.739 i 1960, 2.572 i 1965, 2.208 i 1970, 2.055 i 1975, 1.824 i 1980, 1.772 i 1985, 1.668 i 1990, 1.692 i 1995 og 1.591 i 2010.
Taarbæk Idrætsforening, hvis klubhus ligger i den nordlige del af Taarbæk, er kommunens ældste klub, stiftet den 23. august 1908. Containerskibet M/S Emma Mærsk blev i 2006 hjemmehørende i Taarbæk Havn. 
De to fremtrædende politikere Mogens Lykketoft og Karen Ellemann bor i Taarbæk, 
og bydelen har nogle af Danmarks dyreste villaer. 